# Гусаров, Михаил Гаврилович
Михаил Гаврилович Гусаров (1908 — 1980) — советский сталевар, Герой Социалистического Труда (1958).

## Биография
Михаил Гаврилович Гусаров родился 25 сентября 1908 года в деревне Обушки. После окончания начальной школы батрачил. В 1927-1930 годах проходил срочную службу в Рабоче-Крестьянской Красной Армии. Демобилизовавшись, уехал в Москву. Работал на заводе «Серп и Молот» в качестве подручного сталевара, сталевара, вальцовщика.
Во время Великой Отечественной войны Гусаров участвовал в строительстве оборонительных сооружений на подступах к Москве. Стал одним из первых сталеваров на заводе, освоивших технологический процесс плавки шарикоподшипниковой стали. В послевоенное время продолжал работать сталеваром на заводе «Серп и Молот», считался одним из лучших по профессии на предприятии, был мастером скоростных плавок стали. Избирался депутатом Моссовета.
Указом Президиума Верховного Совета СССР от 19 июля 1958 года за «выдающиеся успехи, достигнутые в деле развития чёрной металлургии» Михаил Гаврилович Гусаров был удостоен высокого звания Героя Социалистического Труда с вручением ордена Ленина и медали «Серп и Молот».
В 1966 году Гусаров вышел на пенсию. Проживал в Москве.
Скончался 30 августа 1980 года. Похоронен на Введенском кладбище.
Был награждён двумя орденами Ленина, орденом Трудового Красного Знамени и рядом медалей.